# Keeper of the Seven Keys - The Legacy World Tour 2005/2006
Keeper of the Seven Keys - The Legacy World Tour 2005/2006 è stato realizzato dopo l'uscita dell'album in studio Keeper of the Seven Keys - The Legacy del 2005.

## Il disco
Live in Sao Paulo è un album dal vivo degli Helloween, pubblicato nel 2007.
È stato registrato quasi interamente a San Paolo (Brasile) il 25 marzo 2006. Le due tracce bonus provengono da performance eseguite a Sofia (Bulgaria) e Tokyo (Giappone), rispettivamente il 29 gennaio e il 5 marzo dello stesso anno..

## Tracce

### Disco uno
1. Intro – 02:08
2. The King For a 1000 Years– 13:17
3. Eagle Fly Free – 5:49
4. Hell Was Made in Heaven – 6:36
5. Keeper of the Seven Keys – 13:33
6. a Tale That Wasn't Right – 5:20
7. Mr. Torture – 4:30
8. If i Could Fly – 4:09
9. Power – 3:49

### Disco due
1. Future World – 10:04
2. The Invisible Man – 08:38
3. Mrs. God – 2:55
4. I Want Out – 5:35
5. Dr. Stein – 07:44
6. Occasion Avenue (Bonus) – 10:18
7. Halloween (Bonus) – 13:39

## Il video
Live on 3 Continents è la versione video dell'album dal vivo degli Helloween Keeper of the Seven Keys - The Legacy World Tour 2005/2006 e, oltre a diversi filmati risalenti al suddetto tour, contiene delle riprese alternative di alcuni brani provenienti da 3 concerti differenti (uno per continente) .
Nel 2016 è stato ripubblicato dalla Nuclear Blast, insieme ai due CD.

## Tracce video

### Disco uno
1. Intro – 2:20
2. The King For A 1000 Years – 13:05
3. Eagle Fly Free – 6:25
4. Hell Was Made In Heaven – 6:17
5. Keeper Of The Seven Keys  – 14:17
6. A Tale That Wasn't Right – 5:11
7. Drum Solo – 9:00
8. Mr. Torture – 4:22
9. If I Could Fly – 4:10
10. Drum Solo Sascha – 5:10
11. Power – 3:30
12. Future World – 10:00
13. The Invisible Man – 8:00
14. Mrs. God – 2:56
15. I Want Out – 4:55
16. Dr. Stein – 6:40
17. Outro – 4:37

### Disco due
1. Occasion Avenue (Bonus) – 10:04
2. Halloween (Bonus) – 13:28
3. Roadmovie – 49:17
4. Interviews – 44:10
5. Mrs. God (Video Clip) – 3:02
6. Light The Universe (Video Clip) – 4:47

## Formazione
- Andi Deris – voce
- Michael Weikath – chitarra
- Sascha Gerstner – chitarra
- Markus Großkopf – basso
- Daniel Loeble – batteria